# Rio Căprioara (Cracăul Alb)
O Rio Căprioara é um rio da Romênia, afluente do Cracăul Alb, localizado no distrito de Neamţ.